# Ваньянь Дань
Ваньянь Дань (спрощ.: 完颜亶; кит. трад.: 完顏亶; піньїнь: Wányán Dǎn), храмове ім'я Сіцзун (кит.: 熙宗; піньїнь: Xīzōng; 28 лютого 1119 — 9 січня 1150) — третій імператор династії Цзінь.

## Життєпис

### Молоді роки
Походив з роду Ваньянь. Був сином вана Цзунюня, старшого сина імператора Тайцзу, та пані Пучі. При народжені отримав ім'я Хела. Освіту та виховання отримав при дворі свого родича — імператора Ваньянь Шена. У 1134 році впливові радники Цзунхань та Сіїнь переконали Тайцзуна оголосити Хелу своїм спадкоємцем. Тоді ж останній змінив ім'я на Дань.

### Володарювання

#### Зовнішня політика
1135 року після смерті Тайцзуна Ваньянь дань став новим імператором, прийнявши тронне ім'я Сіцзун. Чжаньмоха став першою особою в державі, головою Державної ради, але незабаром виявився замішаним в змові і в 1137 наклав на себе руки.
Він продовжив наступ на державу Сун, але зазнав поразки й втратив значні області сучасної провінції Хебей та Хенані, частково — в Шеньсі. Водночас стикнувся зі спротивом племені менгу (монголів). У 1136 році спрямував проти останніх війська, які воювали довго і наполегливо, але в результаті опору монголів і нестачі припасів були змушені повернутися.
У 1137 році ліквідував державу Ці, якою керував колишній сунський сановник Лю Юй. Бойові дії з сунськими військами тривали, але без особливо успіху. 1138 року було укладено перемир'я, а 1139 року — остаточний мирний договір, згідно з якого Сун отримувала частину колишніх земель (територія сучасних провінцій Хенань й Шеньсі). Натомість імператор Сун Гаоцзун визнав зверхність Сіцзуна.
Втім у 1140 році чжурчжені знову почали війну проти Сун, коли було виявлено зраду цзіньського військовика Далая. У цій війні відзначився Юе Фей, який завдав війська Сіцзуна поразок у битвах при Бочжоу та Сучжоу (сучасна провінція Аньхой). Також невдало діяли війська Цзінь у 1141 році. За цих умов Сіцзун почав шантажувати Гаоцзуна звільнення його старшого брата Чжао Хуаня з полону. Зрештою було укладено Шаосінський мирний договір, за яким Цзінь отримувала щорічну данину у розмірі 250 тисяч лянів срібла та 250 тис. рулонів шовку.

#### Внутрішня політика
З самого початку панування намагався долучити до свого двору здібних китайських військовиків, сановників, поетів та письменників, різних майстрів. Цим самим Сіцзун намагався встановити мирні стосунки між чжурчженями та підкореними китайцями. При цьому сам Сіцзун був шанувальником китайської культури. За наказами імператорами державне управління Цзінь практично повністю перейшло на китайську модель керування, запровадивши систему 3 департаментів. Водночас було скасовано систему бочжилі, за якою владу успадковував найстаршій з роду. При цьому запроваджено систему, за яким трон успадковували сини імператора.
Така політика Сіцзуна викликало невдоволення його родичів, один з яких — Ваньянь Цзунпань — у 1138 році повстав, але зазнав поразки у 1139 році, був схоплений та страчений.

### Останні роки
З цього моменту вплив при дворі здобув родич Цзунбі, а потім імператриця Даопін. У 1140 році почалася нова війна з монголами, яка тривала з перемінним успіхом до 1147 року. З 1140-х років за сприяння імператорського уряду чжурчжені масово стали переселятися на Центральну рівнину.
У 1143 та 1144 роках померли обидва сини Сіцзуна. Це викликало депресію імператора, який став п'яницею, нехтував державними справами. Втім у 1145 році видано першу Збірку законів Цзінь, також видано письмову історію володарів імперії. Тоді ж увійшли в ужиток малі чжурчженські письмена.
Водночас Сіцзун почав підозрювати своє оточення (чому сприяв його двоюрідний брат Лян, внаслідок чого багатьох страчено. Зрештою імператора була повалено князями Ляном, Хугу, Агухо, а незабаром страчено у 1150 році. Новим володарем став князь Лян під іменем Хайлін-ван.

## Девізи правління
- Тяньхуей (天會) 1135—1138
- Тяньцзюань (天眷) 1138—1141
- Хуантун (皇統) 1141—1149